# 1927年黃金海岸大選
1927年8月，英屬黃金海岸举行大选，以選舉黃金海岸立法局的11個非官守議席，其中2席屬功能界別、6席經省议会間接選舉產生、3席為直接选举產生。英屬黃金海岸於是次大選首次進行直接选举。

## 背景
古吉斯貝格宪法於1925年5月颁布，宪法规定立法局由30名議員（16名官守議員與14名非官守議員）組成。14名非官守議員中，3名欧洲人由总督任命，代表银行界、商界與航运界，2名欧洲人由商会與矿商会选举产生。其餘9名非官守議員为非洲人，其中6名由省议会选举产生（东部省议会3名，中央省议会2名，西部省议会1名），另外3名由阿克拉、海岸角與塞康第三個城市选举产生。由於西部省议会拒绝选举其代表議員，总督決定由东部省的納納·奧福里·厄塔遞補該議席。
1927年，原宪法獲修改，修改後的宪法允许直接选举三名代表境内城市的議員。然而，相關选举权严重受限，例如人口40,000人的阿克拉只有其中1,816人為登记选民，而塞康第的登記選民更只有672人，僅佔當地人口的不足2%。

## 選舉活動
温和派非洲裔政治领导人在最初反对有限选举，惟於总督与J·E·其士利·禧福、腓特烈·域陀·難卡-布魯士、約翰·吉樂華·押杜（John Glover Addo）會面後同意参加选举。然而，科比纳·谢克伊與黃金海岸原住民權利保障協會海岸角分部仍拒绝参与選舉。雖然其士利·禧福嘗試提名亨利·范欣為海岸角選區候选人，惟此舉遭当地的奧曼海內與ARPS分部反对，最終該選區並無候选人。
其士利·禧福在选前嘗試建立组织支持自己與支持者。在阿克拉，英屬西非國民大會（NCBWA）與ARPS形成有效競爭。若干前NCBWA成员於1927年6月建立阿克拉纳税人协会（Accra Ratepayers Association），並徵召吉樂華·押杜为其候选人。1926年獲委任為立法局議員的ARPS成員A·W·科佐·湯遜（A. W. Kojo Thompson）以馬姆比伊黨（Mambii Party）候选人的身份參選，並獲曼采美（Mantsemei）的支持。然而，由於阿塞雷人反對提名科佐·湯遜為候選人，阿塞雷科武盧無黨會（Asere Kowulu Non-Party Society）自馬姆比伊黨分裂，並提名K·夸地-帕帕菲奧（K. Quartey-Papafio）為其候選人以表示抗議，使科佐·湯遜的支持度遭削弱。夸地-帕帕菲奧參選並非意在當選，而是意在分薄科佐·湯遜的票源。選舉中的兩名主要候选人均無選舉宣言，而竞选活动則专注於候选人的個人特質。阿克拉纳税人协会會員難卡-布魯士以其報章《黃金海岸獨立報》（The Gold Coast Independent）譴責科佐·湯遜與馬姆比伊黨。
在塞康第，塞康第市政選舉人協會（Sekondi Municipal Electors Association）於當年6月成立，以讨论政治與教育选民。塞康第市政選舉人協會提名了5個候选人，惟僅其中两人选择参选，該兩人分別為其士利·禧福與西印度群岛移民大律师佐治·占士·基斯頓（George James Christian）。選舉主要爭論點在於候选人的政治经历、候选人对欧洲人的支持，以及基斯頓的国籍問題。基斯頓以“基督徒（基斯頓）之名、同情心與態度（Christian in name, sympathy and attitude）”為其竞选口号。

## 選舉結果
在阿克拉，吉樂華·押杜以380票擊敗獲238票的科佐·湯遜與獲147票的夸地-帕帕菲奧當選，而當地1,816名登记选民中有765人投票。在塞康第，其士利·禧福以146票轻松击败僅獲25票的基斯頓。
海岸角的選舉直至1928年方獲举行，而阿克拉纳税人协会的候選人科比纳·阿尔库·科尔萨赫在無競爭對手下自動當選。雖然當地的奧曼海內與谢克伊均向法院提交反对选举的请愿书，並声称選舉如不獲其支持則屬无效，惟法官裁定此案“從一開始就不該提交給此法庭”。

## 後續
其士利·禧福於1930年逝世。基斯頓在隨後的补选中以90票击败獲57票的罗兰·克劳瑟·尼科尔（Roland Crowther Nicol）。